# Дубравица (Метковић)
Дубравица је насељено место у саставу града Метковића, Дубровачко-неретванска жупанија, Република Хрватска.

## Историја
До територијалне реорганизације у Хрватској налазила се у саставу старе општине Метковић.

## Становништво
На попису становништва 2011. године, Дубравица је имала 90 становника.
| Број становника по пописима | Број становника по пописима | Број становника по пописима | Број становника по пописима | Број становника по пописима | Број становника по пописима | Број становника по пописима | Број становника по пописима | Број становника по пописима | Број становника по пописима | Број становника по пописима | Број становника по пописима | Број становника по пописима | Број становника по пописима | Број становника по пописима | Број становника по пописима |
| --------------------------- | --------------------------- | --------------------------- | --------------------------- | --------------------------- | --------------------------- | --------------------------- | --------------------------- | --------------------------- | --------------------------- | --------------------------- | --------------------------- | --------------------------- | --------------------------- | --------------------------- | --------------------------- |
| 1857                        | 1869                        | 1880                        | 1890                        | 1900                        | 1910                        | 1921                        | 1931                        | 1948                        | 1953                        | 1961                        | 1971                        | 1981                        | 1991                        | 2001                        | 2011                        |
| 0                           | 0                           | 49                          | 58                          | 74                          | 104                         | 0                           | 0                           | 148                         | 137                         | 135                         | 115                         | 102                         | 82                          | 106                         | 90                          |

Напомена: У 1981. то насеље је било припојено насељу Метковић, а 1991. опет је постало самостално насеље. У 1857, 1869, 1921. и 1931. подаци су садржани у насељу Метковић. Од 1880. до 1910. и 1948. исказивано као део насеља.

### Попис1991.
На попису становништва 1991. године, насељено место Дубравица је имало 82 становника, следећег националног састава:
| Попис 1991.‍ | Попис 1991.‍ | Попис 1991.‍ | Попис 1991.‍ | Попис 1991.‍ |
| ----------- | ----------- | ----------- | ----------- | ----------- |
|             |             |             |             |             |
| Хрвати      | Хрвати      |             | 81          | 98,78%      |
| Срби        | Срби        |             | 1           | 1,21%       |
| укупно: 82  |             |             |             |             |